# 一松村
一松村（ひとつまつむら）は、千葉県長生郡（長柄郡）にかつて存在した村である。長生村の地名として現存する。

## 地理
- 現在の長生村の南東部にあたる。
- 村には九十九里浜があり、太平洋に面している。
- 村のほとんどは平地である。

## 歴史

### 沿革
- 1889年（明治22年）4月1日 - 一ッ松村が単独で町村制を施行し、長柄郡一松村となる。
- 1897年（明治30年）4月1日 - 長柄郡、上埴生郡が統合されて長生郡となる。
- 1953年（昭和28年）11月3日 - 八積村、高根村と合併し、長生村を新設。同日一松村廃止。
- 1954年（昭和29年）4月1日 - 長生村（旧一松村）大字一松字船頭給一宮町に編入。
- 1955年（昭和30年）4月1日 - 長生村（旧一松村）大字一松字新地が一宮町に編入。

変遷表
| 1868年 以前 | 1868年 以前 | 明治22年 4月1日 | 明治30年 4月1日 | 明治30年 4月1日 | 昭和28年 11月3日 | 昭和29年 4月1日 | 昭和30年 4月1日 | 現在   |
| ----------- | ----------- | --------------- | --------------- | --------------- | ---------------- | --------------- | --------------- | ------ |
|             | 一ッ松村    | 一松村          | 長生郡 発足     | 一松村          | 長生村           | 長生村          | 長生村          | 長生村 |
|             | 一ッ松村    | 一松村          | 長生郡 発足     | 一松村          | 長生村           | 長生村          | 一宮町 に編入   | 一宮町 |
|             | 一ッ松村    | 一松村          | 長生郡 発足     | 一松村          | 長生村           | 一宮町 に編入   | 一宮町          | 一宮町 |

## 人口・世帯

### 人口
総数 [単位： 人]
| 1891年（明治24年） | 4,936 |
| 1925年（大正14年） | 4,113 |
| 1950年（昭和25年） | 5,836 |

### 世帯
総数 [単位： 世帯]
| 1925年（大正14年） | 803   |
| 1950年（昭和25年） | 1,115 |